# غاما سيكريتاز
غاما سيكريتاز (بالإنجليزية: Gamma secretase)‏ هو مركب بروتياز متعدد الوحدات الفرعية -بروتين غشائي مدمج- يقوم بقص البروتينات عبر الغشائية العابرة للغشاء مرة واحدة في وحدات داخل النطاق عبر الغشائي. تُعرف البروتيازات من هذا النوع بالبروتيازات داخل الغشائية [الإنجليزية]. ركيزة غاما سيكريتاز الأكثرة شهرة هي بروتين سلف النشواني وهو بروتين غشائي مدمج كبير يَنتُج عند قصه بواسطة غاما وبيتا سيكريتاز ببتيدٌ قصير طولة 37-43 حمض أميني يسمى بيتا النشواني، يشكل هذا الببتيد الذي لييفاته غير متطوية بشكل طبيعي المكونَ الرئيسي للويحات النشوانية الموجودة في أدمغة المصابين بمرض آلزهايمر. غاما سيكريتاز مهم وحاسم كذلك في معالجة بروتينات غشائية مدمجة من النوع 1 مثل: نوتش، ‏ERBB4، ‏ CDH1، ‏ CDH2، ‏ إيفرين بي 2، وCD44.